# Ranger (guidisme)

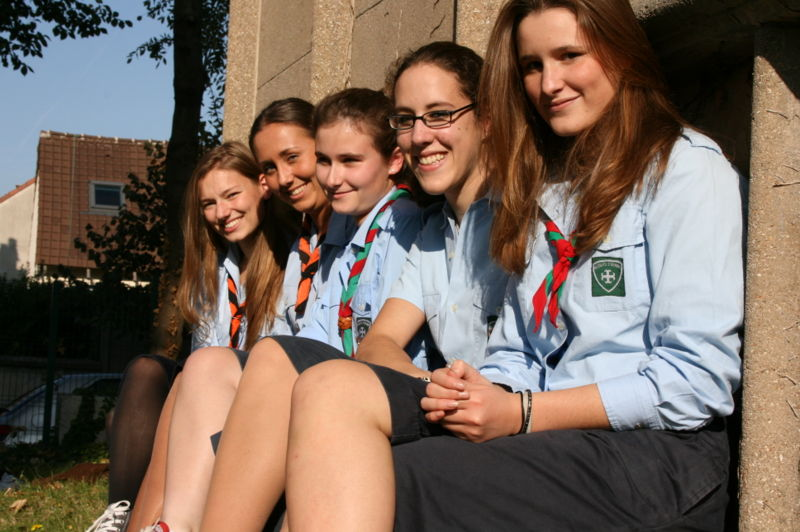
Guides aînées françaises

Dans le guidisme, les rangers sont la branche (tranche d'âge) aînée, regroupant les jeunes filles de 17 à 25 ans. Dans les mouvements francophones, elles prennent le nom d'éclaireuses aînées, guides aînées ou aînées. Leur équivalent dans le scoutisme sont les routiers. 